# Kamov Ka-50

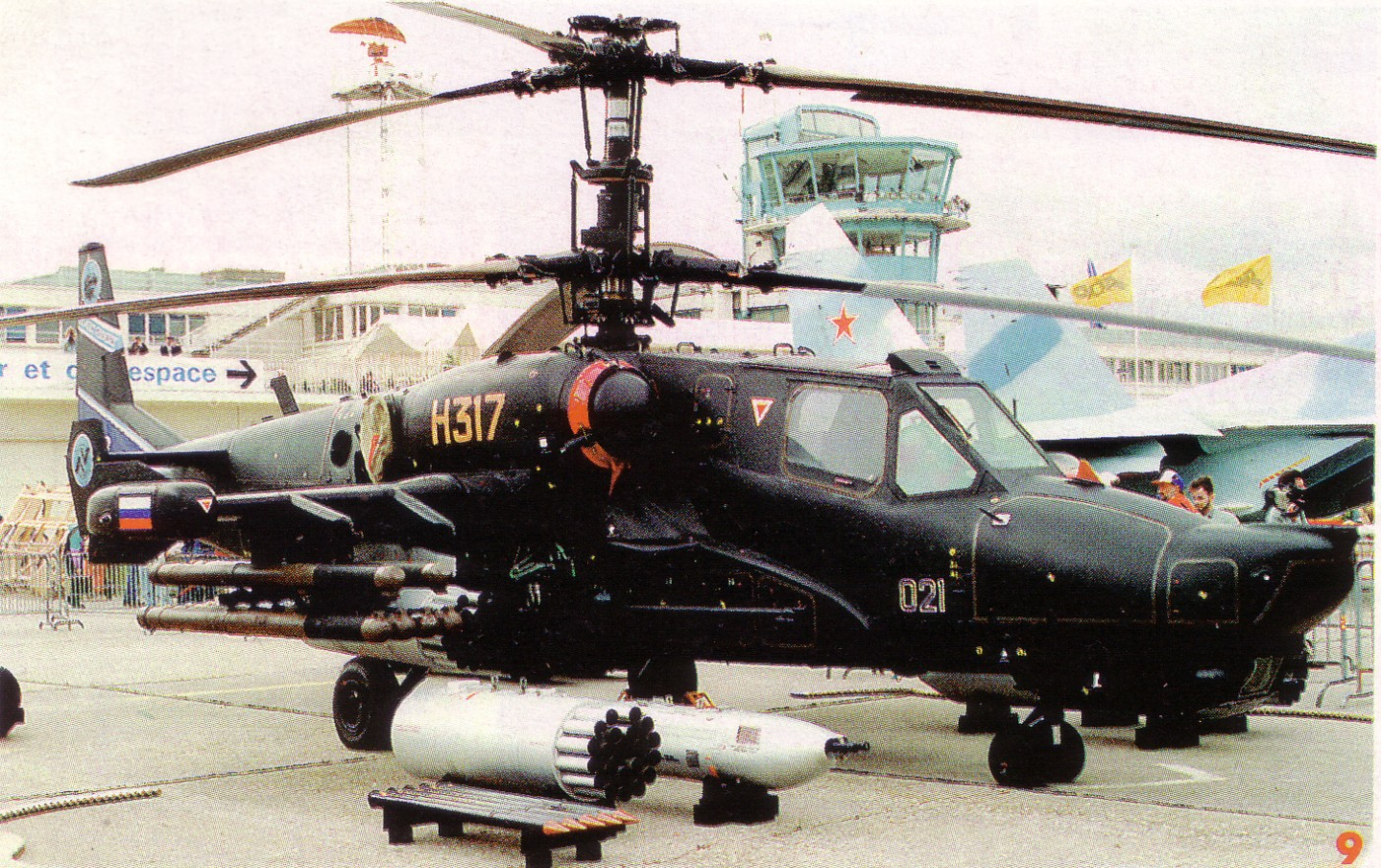
Kamov Ka-50

Kamov Ka-50 este un elicopter de atac/antitanc modern, dezvoltat de Rusia.